# Randy Brecker
Randal „Randy“ Brecker (* 27. listopadu 1945, Cheltenham, Pensylvánie, Spojené státy) je americký trumpetista, je velmi vyhledávaný umělec v žánrech jazz, rock a R&B. Hrál s umělci jako Stanley Turrentine, Billy Cobham, Bruce Springsteen, Lou Reed, Sandip Burman, Charles Mingus, Blood, Sweat & Tears, Horace Silver, Frank Zappa, Parliament-Funkadelic, Chris Parker, Jaco Pastorius, Dire Straits, Todd Rundgren, Blue Öyster Cult, Richard Barone, Spyro Gyra a mnoho dalších.